# Eva Willemarck
Eva Willemarck (28 juni 1984) is een Belgische voormalige bobsleester en hordeloopster.

## Levensloop
Willemarck is afkomstig uit de atletieksport, maar stapte in 2007 over naar het bobsleeën voor het experiment van Canvas.
Ze is als remster in een tweemansbob actief in de internationale bobsleesport sinds 2007 en maakt haar afdalingen met pilote Elfje Willemsen. Op 12 december 2009, tijdens de Wereldbekerwedstrijd in Winterberg, behaalde het duo de BOIC-limiet om zich te plaatsen voor de bobsleewedstrijden op de Olympische Winterspelen 2010 in Vancouver. Hier eindigde ze samen met Elfje Willemsen als veertiende met een tijd van 3.37,48 min na 4 runs. In 2013 stopte ze met bobsleeën.
Sinds 2013 is zij actief als Crossfit-atlete en sinds 2014 coach bij een fitnessbedrijf.
Momenteel is zij werkzaam als kinesitherapeut binnen de revalidatie.